# Walja Bałkanska
Walja Mładenowa Bałkanska, bułg. Валя Младенова Балканска (ur. 8 stycznia 1942 roku w Ardzie) – bułgarska piosenkarka folkowa.

## Życiorys
Pochodzi z małej wsi w południowych Rodopach. Od dzieciństwa śpiewała pieśni ludowe, pochodzące z jej regionu. Pod koniec lat 50. XX w. związała się z Rodopskim Państwowym Zespołem Pieśni i Tańca, działającym w Smoljanie. Od 1960 jest solistką tego zespołu. Jej repertuar obejmuje ponad 300 utworów ludowych. Najbardziej znanym utworem, także poza granicami Bułgarii stała się pieśń Izlel je Delio hajdutin (Излел е Делю хайдутин), nagrana po raz pierwszy w 1968, z udziałem muzyków grających na bułgarskich gajdach – Lazara Kanewskiego i Stefana Zachmanowa. Utwór znalazł się na płycie Voyager Golden Record, którą w 1977 wywiozła w przestrzeń kosmiczną sonda Voyager 1; pojawia się także jako utwór otwierający afgański film dokumentalny Restrepo.
W 2002 Bałkanska została wyróżniona najwyższym bułgarskim odznaczeniem państwowym – Orderem Starej Płaniny. W 2004 ukazał się album, stanowiący wybór jej najbardziej znanych utworów.

## Dyskografia
- 2004 Głas ot wecznostta (Głos z wieczności)